# Melasina pelostrota
Melasina pelostrota är en fjärilsart som beskrevs av Edward Meyrick 1927. Melasina pelostrota ingår i släktet Melasina och familjen säckspinnare. Inga underarter finns listade i Catalogue of Life.